# نغاش
نُغَاش أو جوال السهول (الاسم العلمي: Pedionomus torquatus)، طائر وحيد الجنس والنوع وهو الممثل الوحيد لفصيلة النغاشيات. إنهُ يستوطن أستراليا. عُثر على أغلب جمهرته المتبقية في منطقة ريفيرينا في نيو ساوث ويلز.